# Robert Bush
Robert Bush (* 13. März 1990 in San José, Kalifornien) ist ein US-amerikanischer Straßenradrennfahrer.
Robert Bush begann seine Profikarriere 2010 bei dem US-amerikanischen Continental Team Kenda-Gear Grinder. In seinem ersten Jahr dort wurde er unter anderem Etappenzweiter bei der Vuelta a Guatemala. Seit 2011 fährt Bush für das Chipotle Development Team, die Nachwuchsmannschaft des UCI Pro Teams Garmin-Cervélo. Bei der Tour de Beauce 2011 konnte er die fünfte Etappe für sich entscheiden.

## Erfolge
2011
- eine Etappe Tour de Beauce
- US-amerikanischer Meister – Kriterium (U23)

2012
- US-amerikanischer Meister – Straßenrennen (U23)

## Teams
- 2009 Texas Roadhouse Cycling Team
- 2010 Kenda-Gear Grinder
- 2011 Chipotle Development Team
- 2012 Chipotle-First Solar Development Team
- 2013 La Pomme Marseille (bis 1. August)